# Amsterdam van A tot Z

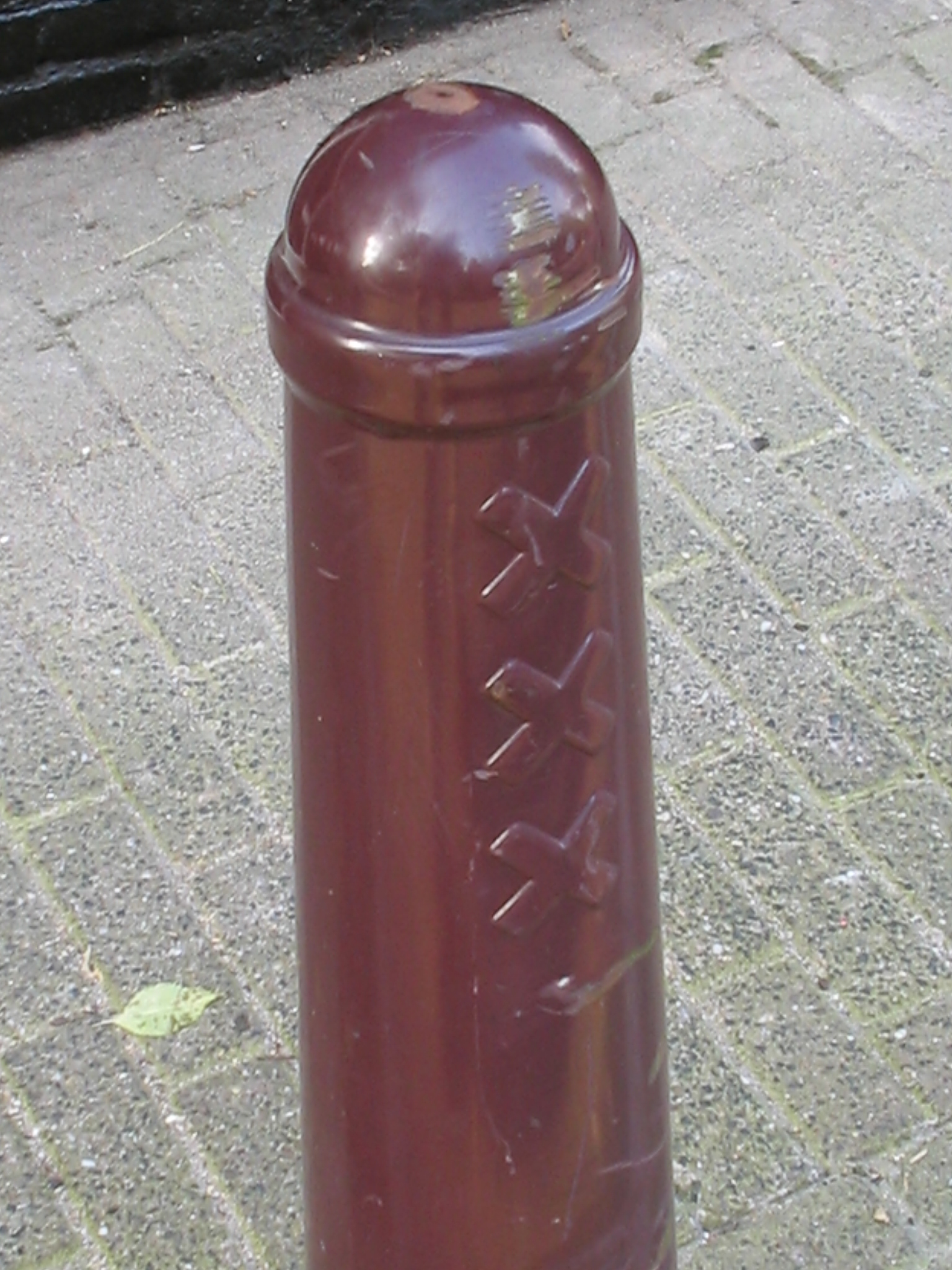
Een amsterdammertje

## A
A10 - Aansprekersoproer - Academisch Medisch Centrum - Achterhuis - De Admiraal - AFC Ajax - Albert Cuypmarkt - Algemeen Uitbreidingsplan - Allard Pierson Museum - Almere - Alteratie (Amsterdam) - Amstel (rivier) - Amstel (bier) - Amstelhof - Amsteldijk - Amstel Hotel - Amstellyceum - Amstelstation - Amstelveldkerk - Amsterdam - Amsterdam Anders/De Groenen - Amsterdam ArenA - Amsterdam (schip) - Amsterdam Centraal - Amsterdam-Centrum - Amsterdam-Noord - Amsterdam-Oost - Amsterdam Oud-Zuid - Amsterdam Power Exchange - Amsterdam-Rijnkanaal - Amsterdam-West - Amsterdam-Zuid - Amsterdam-Zuidoost - Amsterdammertje - Amsterdams - Amsterdams busnet - Amsterdams Conservatorium - Amsterdam Museum - Amsterdams impressionisme - Amsterdams Lyceum - Amsterdamsche Bank - Amsterdamse Bos - Amsterdamse grachten - Amsterdamse grachtentuinen - Amsterdamse hoerenbuurt - Amsterdamse Hogeschool voor de Kunsten - Amsterdamse humor - Amsterdamse metro - Amsterdamse School (bouwstijl) - Amsterdamse Tijd - Amsterdamse tram - Amsterdamse veren - Amsterdam-Rijnkanaal - Anne Frank Huis - Artis - ASC/AVSV - Auschwitzmonument

## B
Baanakkerspark - Baantjer - De Baarsjes - Badhoevedorp - Bataafse Revolutie in Amsterdam - De Balie - De Bazel (gebouw) - Barlaeus Gymnasium - Lijst van beelden in Amsterdam-Centrum - Lijst van beelden in Amsterdam-Noord - Lijst van beelden in Amsterdam-Oost - Lijst van beelden in Amsterdam-West - Lijst van beelden in Amsterdam Nieuw-West - Lijst van beelden in Amsterdam-Zuid - Lijst van beelden in Amsterdam-Zuidoost - Begijnensloot - Begijnhof - Bensdorp - de Bijenkorf - Beurs van Berlage - Bimhuis - Binnenstad (Amsterdam) - Blauwbrug - De Bloem - Bloemenmarkt - Blooker - Blijburg - Bosbaan - Boschplan - Bos en Lommer - Bruggen van Amsterdam - Buiksloot - Buitenveldert - Burcht van Berlage - Lijst van burgemeesters van Amsterdam - Bus - station Bijlmer ArenA - Bijlmerbajes - Bijlmermeer - Bijlmerramp

## C
Calandlyceum - Canal Bus - Carré - Cartesius Lyceum - Centraal Station - Coentunnel - Combino - Concertgebouw - Co-kathedrale basiliek van de Heilige Nicolaas - Criminele liquidaties in Amsterdam - Cygnus Gymnasium - Czaar Peterstraat

## D
Dam - Damrak - Dappermarkt - Diamantbeurs (Amsterdam) - Diem - De digitale metro - De Digitale Stad - de Dokwerker - Driemond - Durgerdam - Dijken en dijkdorpen in de gemeente Amsterdam

## E
De 1100 Roe - Electrische Museumtramlijn Amsterdam - Engelse Hervormde Kerk (Amsterdam) - El Tawheed-moskee - Theater De Engelenbak

## F
FC Amsterdam - Felix Meritis - Filmmuseum - Fokker - Fons Vitae Lyceum - Fotografiemuseum - Anne Frank Huis - Anne Frank Stichting - Frascati

## G
Gaasp - Gaasperplas - Geelvinck-Hinlopen Huis - Gemeente Amsterdam - Gemeentearchief (Amsterdam) - Lijst van gemeenten die door Amsterdam zijn geannexeerd - Gemeentetram Amsterdam - Gemeenteveren Amsterdam - Gemeentevervoerbedrijf Amsterdam - Gerrit Rietveld Academie - Gerrit van der Veen College - Geschiedenis van Amsterdam - Geuzenveld - GGD Amsterdam - Van Gogh Museum - Gooilijn - Gooische Stoomtram - De Gooyer - Grachtengordel - GVB

## H
Haarlemmermeerstation - Haarlemmerplein - Haarlemmerpoort (Amsterdam) - Haringpakkerstoren -  Hartjesdag - Heineken - Heineken Experience - Heilige Stede - Heiligeweg - Hemboog - Hemtunnel - Herengracht - Hermitage Amsterdam - Hervormd lyceum zuid - Hetveem Theater - Het 4e Gymnasium - Hogeschool van Amsterdam - Hollandsche Schouwburg - Holysloot - Homomonument - Lijst van Amsterdamse hoofdcommissarissen - Lijst van hoogste gebouwen van Amsterdam - De Hoop - Hortus Botanicus Amsterdam - Huis De Pinto

## I
Ignatiusgymnasium - Indische Buurt (Amsterdam) - Islamitisch College Amsterdam - IT (club)

## J
Jan Rodenpoortstoren - Jodenbreestraat - Johan Cruijff ArenA - Joods Historisch Museum - Joods Lyceum - Jordaan - Jordaanoproer

## K
Kalverstraat - Keizersgracht - Knooppunt De Nieuwe Meer - Korff

## L
Landelijk Noord - 's Lands Zeemagazijn - Lastage - Legmeerplein - Leidsestraat - Leidseplein - Leidsepoort - Het Lieverdje - Lloyd Hotel - Luchthaven Schiphol - Lijst van Amsterdamse artikelen (thematisch)

## M
Maagdenhuis - Magere brug - Maria Magdalenakerk - Lijst van markten in Amsterdam - De Meer - Melkweg (theater) - Metro - Lijst van metrostations in Amsterdam - Middenweg - Mokum - Mokum 700 - Mokum Mobiel - Molen van Sloten (Amsterdam) - Montelbaanstoren - Montessori Lyceum Amsterdam - Monument Indië-Nederland - Mozes en Aäronkerk - Muiderpoort - Muiderpoortstation - Munttoren - Lijst van musea in Amsterdam - Museumplein

## N
Naatje op de Dam - De Nachtwacht - Nationaal Monument - Nationaal Monument Slavernijverleden - Nationaal Rugby Centrum Amsterdam - De Nederlandsche Bank - Nederlands Scheepvaartmuseum - NEMO - Nes - Nicolaaskathedraal - 't Nieuwe Lloyd - Nieuw-Amsterdam (Drenthe) - Nieuw-Amsterdam (New York) - Nieuw Sloten - Nieuwe Kerk - Nieuwendam - Nieuwendijk - Nieuwmarkt - Nieuwe Meer (meer) - Nieuwe Oosterbegraafplaats (Amsterdam) - Nieuwezijds Voorburgwal - Nieuwmarkt - Noorderbegraafplaats - Noorderkerk - Noordermarkt - Noorder IJdijk - Noordhollandsch Kanaal - Noordzeekanaal - Noord/Zuidlijn - Normaal Amsterdams Peil

## O
Olympiahuisje - Olympisch Stadion - Olympische Zomerspelen 1928 - Onze-Lieve-Heer-op-Zolder - Oosterkerk - Omval - Oostelijk Havengebied - Oosterspoorweg - Oostoever - Oostoever Sloterplas - Oranjesluizen - Osdorp - De Otter - Oud-Zuid - Oude Kerk - Oudekerkstoren - Oude Lijn - Oude Lutherse kerk - Over het IJ Festival - Overtoom - Overtoomse Veld

## P
Paleis op de Dam - Paleis voor Volksvlijt - Pampus - Paradiso - Lijst van parken in Amsterdam - Passenger Terminal Amsterdam - Patisserie Holtkamp - Piet Heintunnel - Pieter Nieuwland College - Pinoké - Plan Zuid - Portugees-Israëlietische Synagoge - Prinsengracht - Provinciale weg 202 - Provo

## R
RAI Amsterdam - Ransdorp - Rapenburg - Rasphuis - Lijst van Rectores Magnifici van de Vrije Universiteit Amsterdam - Regionaal Orgaan Amsterdam - Reguliersbreestraat - Reguliersdwarsstraat - Rembrandthuis - Rembrandtplein - Rembrandttoren - Rhijnspoorweg - Rijksmuseum - Rijksweg 10 - Riekermolen - Rietlanden - Gerrit Rietveld Academie - ROCvA - Ringdijk - Ringspoorbaan - Roeterseiland - Rokin - Rozentheater - Ruigoord

## S

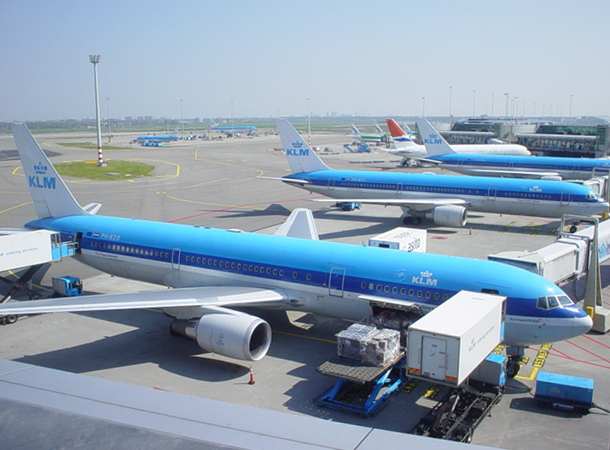
Schiphol

Schellingwoude - Scheepvaarthuis - Scheepvaartmuseum - Schiphol - Schiphollijn - Schreierstoren - Singel - Singelgracht - Sint-Nicolaaskathedraal - Sint-Nicolaaslyceum - Sint Olofskapel - Sint Olofspoort - Sloten - Sloterdijk - Slotermeer - Sloterplas - Sloterpark - Slotervaart - Sneltram - Spanjemonument - Spinhuis - Spui - stadsdeelstelsel - Stadsmobiel - Stadsschouwburg - station Amstel - station D'Eenhonderd Roe - station Diemen Zuid - station Duivendrecht - station Bijlmer ArenA - station Lelylaan - station Muiderpoort - station RAI - station Sloterdijk - station De Vlugtlaan - Station Willemspoort - station Zuid - Stationsplein - Stedelijk Museum - Stelling van Amsterdam - Stichting BRAM - Stille omgang - Stopera - Lijst van straten in Amsterdam

## T
Tassenmuseum Hendrikje - Telefooncentrale Amsterdam-West - Theater Carré - Tram - Trippenhuis - Tropenmuseum - TTV Tempo-Team - Tuindorp Buiksloot - Tuindorp Buiksloterham - Tuindorp Nieuwendam - Tuindorp Oostzaan - Tuschinski-theater - De 1200 Roe

## U
Universiteit van Amsterdam - Utrechtboog

## V
Van Gogh Museum - Lijst van verbindingen tussen Amsterdam en Haarlem - Vereenigde Oostindische Compagnie - Vierde Gymnasium (4e) - Vogelbuurt - Vondelpark - Voormalige Amsterdamse hoofdpostkantoor - Vossius Gymnasium - Vrije Universiteit - VU medisch centrum

## W
Waag - Wallen (Amsterdam) - Warmoesstraat - Watergraafsmeer - Waterlandse Zeedijk - Waterlooplein - Waterlooplein (metrostation) - Weduwe Alexander Baert en Zoonen - Weesperkarspel - Weesperplein - Weesperpoortstation - Westelijke Eilanden (Amsterdam) - Westelijke Tuinsteden - Westergasfabriek - Westerkerk - Westerpark - Westertoren (Amsterdam) - Wibautleerstoel - Wibautstraat - Witte fietsenplan - W139

## X
XS4ALL

## Y
IJ - Yab Yum - IJburg - IJmeer - IJtram

## Z
Zaanlijn - Zaanstad - Zeedijk - Zorgvlied (begraafplaats) - Zuidas - Lijst van gebouwen op de Zuidas - ZuiderAmstel - Zuiderkerk - Zuidoost - Zunderdorp